# Myrica integra
Myrica integra là một loài thực vật có hoa trong họ Myricaceae. Loài này được (A. Chev.) Killick mô tả khoa học đầu tiên năm 1969.